# 愛的小婦人物語
《愛的小婦人物語》為日本動畫公司製作的《世界名作劇場》系列第13部的動畫作品。改編自美國作家露意莎·梅·奧爾柯特的作品《小婦人》(Little Women)與小婦人第二部《好妻子》(Good Wives)。自1987年1月11日播至同年1987年12月27日，全48集。

## 故事概要
- 以南北戰爭時期美國北部的堅毅家庭為舞台。一邊期待著上戰場打仗的父親可以快點回來，個性豐厚的四姊妹追逐著各自的夢想而成長著。

## 登場人物與配音員陣容

### 馬區家的人物
瑪格麗特‧馬區
配音員：潘惠子 / 台灣：傅其慧
馬區家的大女兒。通稱：玫格。16歲。4姊妹中的老大，有個安定堅強的性格。對於社交舞，她非常的憧憬。搬到紐科德鎮後，她開始從事家庭教師的工作來幫助家裡。
約瑟芬‧馬區
配音員：山田榮子 / 台灣：龍顯蕙
馬區家的二女兒，是本故事的主角，通稱：喬。15歲。有著活潑又男性化的性格，只是她非常害怕打雷。夢想是想當個小說家。瑪莎對她特別信任，是她使瑪莎恢復溫柔性格的人。她有時候非常固執的一面的思考著事情，瑪莎覺得她做事情非常的好。因為她把身邊的事情大小事情都照顧得很好，也有給她一些生活工資。
與洛利和安東尼他們的關係也很好，他們各自抱持著戀愛感情這種事情，他們完全不知道。
順便一提，這版「約瑟芬」的愛稱「ジョオ」，是採用吉田勝江的譯法，照音來翻對應為「嬌兒」，但是這個名字相當女性化，不符合原作約瑟芬說不想有女性的名字，因此中文翻譯才使用比較男性化的「喬」，後來的續集《小婦人物語 南與喬老師》，才把「ジョオ」恢復為「ジョー」。
伊麗莎白‧馬區
配音員：莊真由美 / 台灣：李明幸
馬區家的三女兒，通稱：貝絲。10歲。非常的膽小怕生，有著溫柔的個性。非常喜歡彈鋼琴。沒有去上學，通常都在家裡度過一整天。是她撿到米琪安的。
原作中的貝絲是12歲。
艾美‧馬區
配音員：佐久間玲 / 台灣：林美秀
馬區家的四女兒。在姊妹中是唯一沒有通稱的，通常都是直接叫她艾美。7歲。個性有點早熟，常常與活潑好動的喬起口角。對於成熟的女性，她非常的憧憬，非常介意塌塌的鼻子。而她希望鼻子能長高，因此每晚睡覺時她都要用芭芭拉送她洗衣夾夾住鼻子才睡覺。
在4姊妹中是唯一還有去學校上學的。
原作中的艾美是10歲。
美雅麗‧柯蒂斯‧馬區
配音員：中西妙子 / 台灣：李明幸
馬區家的母親。是個非常堅強的媽媽。對於不幸的人們，也會給予補助，因此她就加入了慈善活動。
弗雷德里克‧馬區
配音員：阪脩 / 台灣：林谷珍
馬區家的父親。小時候父母雙亡，被瑪莎姑姑收養並養育者。他有著非常強烈的信念，為了是要解放奴隸，因此就加入合眾國軍，成為裡面的士兵，從軍去了。
漢娜
配音員：大方斐紗子
在馬區家擔任女傭的黑人阿姨。有著善良活潑的個性，做的料理非常美味。被馬區家的全體人員愛慕著、信賴者。但是她最怕貓。
史蒂夫‧馬區
4姊妹的爺爺，弗雷德里克的父親。他是瑪莎的哥哥，也是詹姆斯的好朋友。在故事中雖然有提到他，不過從沒來登場過，因為他與他妻子（4姊妹的奶奶）在弗雷德里克小的時候就已經過世了。
米琪安
馬區家的小貓咪。住在康科德鎮的時候，在一個下雨的日子裡，被貝絲發現奄奄一息的牠，於是就把牠帶到家裡來飼養。名字是來自於，像牛奶一樣的雪白白毛(貝絲命名的)。這隻小貓咪有時候非常調皮，與哈利大眼瞪小眼的時候，都是牠獲勝的。

### 瑪莎家的人物
瑪莎‧福雷特
配音員：水城蘭子 / 台灣：龍顯蕙
史蒂夫的妹妹，弗雷德里克的姑姑，對4姊妹來說是姑婆，也是大衛的嬸嬸。她是個令人傷腦筋的老婆婆。從前領養還小就父母雙亡的弗雷德里克，自己與麥可生的兒子也在多年前去世了，她把他當成自己的親生兒子養育著，但是，在那之後因為她反對他去紐約，因此就和他切斷關係，為了這件事她感到非常的憤怒。
初次登場時，對於人們非常的不信任，給人很不好的印象，不過慢慢的她就恢復以前的溫和態度了。在4姊妹中特別喜歡喬，想要把喬當她的養女，因此她就去拜託美雅麗看看，可是卻被美雅麗因為要看孩子的成長為由給拒絕。
原作是設定她是弗雷德里克的嬸嬸，4姊妹的嬸婆，不過4姊妹都直接稱呼她嬸嬸，沒有撫養這一段。
原作喬結婚後所住的梅莊是她留給喬的遺產。
麥可‧福雷特
瑪莎的丈夫，是弗雷德里克的姑丈，對4姊妹來說是姑丈公，也是大衛的叔叔。已經過世，未登場過，但有時候他也稍微會被提及。
大衛‧福雷特
配音員：鹽屋浩三 / 台灣：李景唐
瑪莎的侄子，與弗雷德里克是表兄弟的關係。有著很令人討厭的個性，興趣是花錢，企圖在瑪莎死後得到她的遺產，因此每次都來向瑪莎要錢。
愛絲特
配音員：鵜飼留美子
瑪莎家的法國女傭，本名是「愛絲黛兒‧萬諾」，在原作有提到，是瑪莎要她改名叫「愛絲特」的，她像瑪莎主人一樣，有點冷淡，在與馬區家的人第一次見面時，對於喬她們有著不太好的印象。但是她其實是個很親切的人。
桃樂絲
配音員：向殿麻美
瑪莎家的廚師。在馬區家的人在瑪莎的家裡住宿時，與漢娜一起準備餐點的事情，只有登場過1次而已。
班
配音員：廣瀨正志
瑪莎家的馬車夫。是個對人很親切的叔叔。
波麗
配音員：山田恭子
瑪莎所飼養的九官鳥。牠記住瑪莎所說過的話，變成了牠的口頭禪，有「你們真是笨死了」與「任何人都不要來打擾我」這樣的話。
沒有發出叫聲過，但牠說出的都淨是些不好的話。在喬來照顧瑪莎的時候，牠好像也記住喬說過的話，有「姑婆請您好好的休息」。
哈利
瑪莎所飼養的狗兒。是全身都雪白的長毛犬。與米琪安玩大眼瞪小眼的遊戲後，牠輸給了米琪安。

### 羅倫斯家的人物
詹姆斯‧羅倫斯
配音員：宮內幸平 / 台灣：李景唐
住在紐科德鎮的馬區家隔壁的老紳士。是紐科德鎮商船的會長。長著一張嚴肅又令人害怕的臉，讓4姊妹們初見時非常的害怕，實際上是一個和藹可親的人，認識4姊妹的爺爺史蒂夫和姑婆瑪莎。
洛利‧羅倫斯
配音員：飛田展男 / 台灣：李明幸
詹姆斯的孫子。本名是「西奧多爾」。父母雙亡後和爺爺一起生活著。彈得一手好琴，母親是一位鋼琴家，他希望將來的目標是鋼琴家，但是詹姆斯強烈的反對他這麼做，對他說去上大學，然後他就放棄了。後來他對喬產生好感。
卡爾‧布魯克
配音員：小島敏彥 / 台灣：林谷珍
洛利的家庭教師。是有一點嚴格了老師，對玫格她有所好感。因為是騎兵隊出身所以很會騎馬。在原作小說中他的名字是「約翰‧布魯克」。
湯姆‧布魯克
配音員：坂本千夏
卡爾‧布魯克的弟弟，年紀與艾美相仿，是個很有活力又很淘氣的小男孩。
山姆
羅倫斯家的馬車夫。在經過馬區家時，對主人說要去請馬區夫人出來，但是被詹姆斯給拒絕了，配音員不詳。
強森
配音員：側見民雄
羅倫斯家的管家。在羅倫斯家聽候大大小小的吩咐。
女傭
配音員：加藤雅子
羅倫斯家的女傭，在貝絲過來談鋼琴的時候，發現洛利想要去偷看，而叫住了他。

### 紐科德鎮時報報社的人物
安東尼‧布恩
配音員：曾我部和恭
喬把小說帶去的紐科德鎮。時報報社的新聞記者。有著讓人摸不著頭緒的個性。一開始貶低喬的小說，讓喬對他非常的討厭，時常和喬見面時就起衝突，但是之後他們的交情變得很好。事實上他非常喜歡喬。
亨利‧墨鐸
配音員：槐柳二
紐科德鎮時報報社的主編。有著非常溫柔的個性。喜歡喬寫的小說，因此就刊登在報紙上。
約翰‧馬蒂
配音員：關俊彥
在馬區一家搬家之前，從南軍那裡逃出來的黑人奴隸。在馬區一家的協力下把他藏在地下室裡，後來恢復了自由之身。在費城的印刷廠工作過一年，之後他就還給美雅麗當初救濟給他的20美元，他去過紐科德鎮的瑪莎家。在那之後，在喬的介紹下，他就在紐科德鎮時報報社做排字工。
印刷工人
配音員：津田英三
在報社工作的老爺爺，不過在約翰來了之後，就沒有再出現過了。

### 金家的人物
金夫人
配音員：梨羽由記子
玫格擔任家庭教師的家裡的女主人。在紐科德經營著第一大銀行的所有者，是個非常有錢的人。
愛德‧金
配音員：難波圭一
金家的大兒子。與大衛非常有好，有著很強烈的浪費習慣，時常和家裡的人伸手要錢。
佩蒂‧金
配音員：白石彩子
金家的大女兒，與玫格的關係非常好。
凱薩琳‧金
配音員：鷹森淑乃
金家的二女兒，是玫格需要照顧的女孩子。年紀與艾美相仿。
湯瑪斯‧金
配音員：渡邊久美子
金家的二兒子，他也需要玫格的照顧的男孩子。
管家
配音員：田口昂
金家的管家，在這個家被使喚做大大小小的吩咐。

### 艾美在學校的人物
戴維斯老師
配音員：北村弘一
在紐科德的學校裡的老師。總是拿著鞭子，是個非常嚴厲的老師。只要有人敢帶糖果來學校，他一定毫不猶豫的賞鞭子。
凱蒂・布朗
配音員：吉田美保
艾美在學校的朋友。在一起舉辦糖果派對的夥伴。
蘇西‧帕克斯
配音員：後藤真壽美
艾美在學校的朋友。在一起舉辦糖果派對的夥伴。原作中她的全名是「蘇西‧珀金斯」。
卡洛琳‧金斯萊
配音員：真柴摩利
艾美在學校的朋友。在一起舉辦糖果派對的夥伴。初次登場時，因為遲到被戴維斯老師處罰罰站，原作中她的名字是「美雅麗‧金斯萊」。
珍妮‧史諾
配音員：柴田由美子
艾美在學校班上的同學。愛裝腔作勢，覺得艾美是笨蛋。因為她看艾美不順眼，就向戴維斯老師告密說，艾美的抽屜裡有「糖漬萊姆果子」，結果這個舉動讓艾美被處罰了。
蘿拉
配音員：橫田美春
艾美在學校班上的同學。很可能是要教艾美功課的那個女生。
玉娜‧道林
配音員：西川智佳子
艾美在學校班上的同學。很可能是給艾美懷錶的那個女生。
校長
配音員：澤木郁也
學校的校長，邀請各位夫人到學校的教室參加教學觀摩。
麥肯齊夫人
配音員：好村俊子
麥肯齊副知事的夫人，看出艾美出色的繪畫能力，對她畫的地圖讚賞有佳。

### 玫格前往樸次茅斯參加舞會的登場人物
安妮‧莫法特
配音員：加藤雅子→青羽美代子
玫格在莎莉的家裡的舞會上認識的朋友。舉止看起來是個上流社會教育出來的，在莎莉的家裡對玫格和莎莉說要招待她們去更豪華的舞會。
貝兒‧莫法特
配音員：富澤美智惠
安妮的姊姊，打扮的非常奢華，在玫格看到時有點驚訝。有個未婚夫的男友，名字叫「喬治」。
莫法特夫人
配音員：佐久間夏生
安妮的母親。不是壞人，然而非常的有錢，教導玫格奢侈的享受。
佛格森
配音員：村松康雄
舞會進行時與莫法特夫人說話的男人，看到玫格時有點驚訝，他希望自己的兒子能娶到像玫格這樣的妻子。
奧棠絲
配音員：佐佐尾幸
莫法特家的法國女傭，拿花進來時對安妮說花是洛利送給玫格的，讓在場的所有人非常驚訝。

### 住在康科德鎮時的人物
薩頓老師
配音員：梅津秀行
小學的老師。擔任艾美班級的導師，但是因為戰爭的關係，他自願加入軍隊去。
史賓賽夫人
配音員：安藤渚
洋裝店的老闆娘。幫玫格做了晚禮服，但是在幫喬做晚禮服之前，因為戰爭的開打所以打算搬家了。
瓊斯牧師
配音員：石森達幸
康科德鎮教會的牧師，時常與美雅麗討論義賣的事情，還有祈禱戰爭快點結束。在他得知馬區一家打算搬到麻薩諸塞州的紐科德鎮，不打算回來時，他感覺有點寂寞。
鎮長
配音員：北村弘一
康科德鎮的鎮長，聽弗雷德里克說有看到南軍士兵在附近，讓他簡直不敢相信，他很希望，賓夕法尼亞州的康科德鎮。不會被南軍攻下來，不過事與願違。
艾凡斯夫人
配音員：竹口安芸子
在蓋茨堡的鎮上舉辦舞會的有錢婦女。
露意絲
艾凡斯夫人的女兒。年紀與玫格差不多，但是其配音員在片尾並沒有被標記。
詹姆斯
故事中沒有出現，但是卻被提及，他是弗雷德里克所投資製作軍靴的朋友，後來他的工廠被南軍所佔領，所有投資都泡湯。名字和洛利的爺爺相同，並不是同一個人。
芭芭拉
配音員：千原江理子
艾美的朋友。因為戰爭爆發而分開。在與艾美道別前，她把洗衣夾做的木偶送給艾美。
芭芭拉的母親
配音員：佐佐尾幸
因為戰爭而要逃離康科德鎮，在芭芭拉與艾美說話時，要芭芭拉快一點，很擔心她的安危的伯母。
卡蓮
艾美與芭芭拉在康科德時的朋友，在故事中尚未出現過。
華克夫人
在康科德與美雅麗一起準備義賣的夫人，由於戰爭爆發的關係，她告訴美雅麗她們家打算搬家到匹茲堡去。
愛麗絲・華克
華克夫人的女兒，看樣子是喬的朋友。
巴格萊老先生
配音員：西川幾雄
貝蒂的爺爺，在馬區一家到來時非常的歡迎，對美雅麗說出南軍不可能以友善的方式對待鎮上的婦女們。
貝蒂‧巴格萊
配音員：高田由美
艾美和貝絲的朋友，在看到貝絲和艾美兩人來的時候，很高興的歡迎她們來到帳篷裡面。

### 南軍
南軍將校
配音員：戶谷公次
南軍士兵，其階級是個將校。在他佔領康科德鎮後，對那裡的村民保證，會以紳仕的方式對待他們，而讓康科德鎮的鎮長鬆了一口氣。
貝克伍長
配音員：喜多川拓郎
南軍士兵，其階級是個伍長，聽說有個黑男人(約翰)躲在馬區家附近，命令美雅麗讓他進屋搜查。後來找了好久都找不到，之後聽了貝絲的琴聲，覺得很好聽，就要求貝絲彈「甜蜜的家庭」這首歌，讓他想起小時候的他，而感動的留下淚來。在聽完之後，他帶領他的手下離開馬區家。
芬奇
配音員：善財圭一
南軍士兵，貝克伍長的手下，他被派去搜查馬區家一樓的房間，還有其他的地方，看看有沒有逃走的黑男人躲在那裡，但是並無所獲，名字「芬奇」是貝克伍長叫的，但是在片尾並沒有被標記。
伍德華
配音員：立木文彦
南軍士兵，貝克伍長的手下，他被派去搜查馬區家二樓的房間，看看有沒有逃走的黑男人躲在那裡，隨後貝克伍長也一起去搜查，不過並無所獲，名字「伍德華」是貝克伍長叫的，但是在片尾並沒有被標記。
羅伯特‧愛德華‧李
南軍士兵，其階級是個將軍。南北戰爭進入白熱化的階段，打到最後打不下去時，逼不得以只好發投降電報，戰爭因此而結束了。紐科德時報報社的主編得到這份消息，說李將軍投降了，就要約翰把報紙的頭版空下來，發表這項消息。剛好在報社的喬和貝絲知道這消息後，互相擁抱且非常高興，因為爸爸不用再上戰場了。

### 其他登場人物
莎莉‧嘉蒂納
配音員：川村萬梨阿
玫格的朋友。她和玫格是非常要好的，對於玫格想要嘗試各式各樣的派對，她都會去邀請玫格。
嘉蒂納夫人
配音員：佐佐尾幸
莎莉的母親，熱心歡迎玫格與喬來到她家參加舞會，是個很好心的伯母，而由於詹姆斯‧羅倫斯很照顧她的外子，她很感謝洛利來參加她的舞會。
道格拉斯‧克里斯蒂
配音員：藤本讓
紐科德鎮的醫生。在瑪莎身體不好的時候，來幫她看病。但是有時瑪莎令人傷腦筋的個性，也會把他給氣走。
胡梅爾夫人
配音員：佳川紘子
住在馬區家附近的貧窮的德國家庭裡的夫人。她的丈夫上戰場去打仗了，之後沒有消息，而只留下她和4個孩子一起過生活，然而生活非常的艱困，總是美雅麗帶著餐點去照顧著他們，後來貝絲也常去幫忙，可是某天貝絲卻在那裡因為最小的孩子得了猩紅熱而死，因而感染了猩紅熱。
班格斯醫生
配音員：緒方賢一
貝絲感染猩紅熱的時候，幫她看病的醫生。
亞伯拉罕‧林肯
配音員：仲村秀生
美國的總統，為解放奴隸而努力著。喬得到安東尼寄給她的總統的演說手稿後，就在全家人面前唸出他(林肯)的所有主張。
柯克夫人
自從安東尼到紐約去後，喬為了成為作家也到紐約去發展。柯克夫人家就是喬到紐約之後寄住的地方，也負責照顧柯克夫人的孩子。
原作喬就是在柯克夫人家認識貝爾教授。

## 主題歌、插入歌
- 片頭曲1『小婦人的邀請函』(第1話~第14話)
  - 作詞：秋元康、歌：新田惠利、作曲：高見澤俊彥、編曲：佐藤準
- 片頭曲2『總有一天一定！』(第15話~第48話)※奇數話是第1號、偶數話是第2號，交替著使用。
  - 作詞：大久保由美、歌：潘惠子、山田榮子、莊真由美、佐久間玲、作曲：森田公一、編曲：大谷和夫
- 片尾曲1『夕陽與風的旋律』(第1話~第14話)
  - 作詞：麻生圭子、歌：新田惠利、作曲：松任谷正隆、編曲：松任谷正隆
- 片尾曲2『給爸爸的搖籃曲』(第15話~第48話)
  - 作詞：大久保由美、歌：下成佐登子、作曲：森田公一、編曲：大谷和夫
- 插入歌1『我喜歡的東西』
  - 作詞：大久保由美、歌：橋本潮、作曲：森田公一、編曲：鹽川真市
- 插入歌2『歡迎』
  - 作詞：大久保由美、歌：橋本潮、作曲：森田公一、編曲：高田弘
- 插入歌3『花樣年華』
  - 作詞：大久保由美、歌：橋本潮、作曲：森田公一、編曲：高田弘
- 插入歌4『中意的男孩子』
  - 作詞：大久保由美、歌：橋本潮、作曲：森田公一、編曲：鹽川真市

## 標題播映表
| 話數 | 副標題                           | 播映日         | 腳本   | 分鏡               | 演出     | 作畫監督   |
| ---- | -------------------------------- | -------------- | ------ | ------------------ | -------- | ---------- |
| 1    | 爸爸回來了！！                   | 1987年1月11日  | 宮崎晃 | 黑田昌郎           | 黑川文男 | 山崎登志樹 |
| 2    | 撿到米琪安                       | 1987年1月18日  | 宮崎晃 | 黑川文男           | 黑川文男 | 山崎登志樹 |
| 3    | 危險啊！快點逃命！！             | 1987年1月25日  | 宮崎晃 | 黑川文男           | 黑川文男 | 山崎登志樹 |
| 4    | 戰爭開打了！                     | 1987年2月1日   | 宮崎晃 | 矢澤則夫           | 黑川文男 | 山崎登志樹 |
| 5    | 鎮上燒起來了！                   | 1987年2月8日   | 宮崎晃 | 辻伸一             | 黑川文男 | 山崎登志樹 |
| 6    | 再見了！故鄉！                   | 1987年2月15日  | 宮崎晃 | 楠葉宏三           | 黑川文男 | 古山匠     |
| 7    | 姑婆不友善！                     | 1987年2月22日  | 宮崎晃 | 矢澤則夫           | 黑川文男 | 山崎登志樹 |
| 8    | 請把房子租給我們！               | 1987年3月1日   | 宮崎晃 | 辻伸一             | 黑川文男 | 古山匠     |
| 9    | 氣急敗壞的喬！                   | 1987年3月8日   | 宮崎晃 | 矢澤則夫           | 黑川文男 | 山崎登志樹 |
| 10   | 被讚美，被貶低                   | 1987年3月15日  | 宮崎晃 | 杉村博美、松見真一 | 黑川文男 | 古山匠     |
| 11   | 瑪莎姑婆好可憐！                 | 1987年3月22日  | 宮崎晃 | 楠葉宏三           | 黑川文男 | 山崎登志樹 |
| 12   | 最討厭打雷！                     | 1987年3月29日  | 宮崎晃 | 辻伸一             | 黑川文男 | 古山匠     |
| 13   | 我們的怪房子                     | 1987年4月5日   | 宮崎晃 | 杉村博美           | 黑川文男 | 山崎登志樹 |
| 14   | 艾美與壞朋友                     | 1987年4月12日  | 宮崎晃 | 辻伸一             | 黑川文男 | 古山匠     |
| 15   | 住在隔壁的不可思議的少年！       | 1987年4月19日  | 宮崎晃 | 楠葉宏三           | 黑川文男 | 山崎登志樹 |
| 16   | 好過分！玫格才不會是小偷呢！！   | 1987年4月26日  | 宮崎晃 | 山口武志、松見真一 | 黑川文男 | 古山匠     |
| 17   | 喬與林肯總統的演說！             | 1987年5月3日   | 宮崎晃 | 楠葉宏三           | 黑川文男 | 山崎登志樹 |
| 18   | 玫格與喬首次登場的舞會！？       | 1987年5月10日  | 宮崎晃 | 辻伸一             | 黑川文男 | 大谷敦子   |
| 19   | 燒焦的禮服與完美的紳士           | 1987年5月17日  | 宮崎晃 | 杉村博美           | 黑川文男 | 古山匠     |
| 20   | 喬來探病後就有精神了！           | 1987年5月24日  | 宮崎晃 | 楠葉宏三           | 黑川文男 | 山崎登志樹 |
| 21   | 發表！喬最有自信的代表作         | 1987年5月31日  | 宮崎晃 | 岡部英二           | 黑川文男 | 古山匠     |
| 22   | 餓肚子的聖誕節                   | 1987年6月7日   | 宮崎晃 | 辻伸一             | 黑川文男 | 山崎登志樹 |
| 23   | 貝絲！收到意想不到的喜悅禮物！！ | 1987年6月14日  | 宮崎晃 | 杉村博美、山口武志 | 黑川文男 | 古山匠     |
| 24   | 玫格開始的小戀愛？               | 1987年6月21日  | 宮崎晃 | 岡部英二           | 黑川文男 | 山崎登志樹 |
| 25   | 小說家喬的兩美元傑作！           | 1987年6月28日  | 宮崎晃 | 楠葉宏三           | 黑川文男 | 古山匠     |
| 26   | 膽小的貝絲與隔壁的老紳士         | 1987年7月5日   | 宮崎晃 | 辻伸一             | 黑川文男 | 山崎登志樹 |
| 27   | 在學校被處罰的艾美！             | 1987年7月12日  | 宮崎晃 | 八沖繁雄           | 黑川文男 | 古山匠     |
| 28   | 艾美！妳怎麼可以這麼做呢！       | 1987年8月2日   | 宮崎晃 | 黑田昌郎           | 黑川文男 | 山崎登志樹 |
| 29   | 不要死啊！艾美掉到河裡！         | 1987年8月9日   | 宮崎晃 | 辻伸一             | 黑川文男 | 古山匠     |
| 30   | 說對不起不就得了！               | 1987年8月16日  | 宮崎晃 | 杉村博美           | 黑川文男 | 山崎登志樹 |
| 31   | 玫格不是芭比娃娃！               | 1987年8月30日  | 宮崎晃 | 黑田昌郎、杉村博美 | 黑川文男 | 古山匠     |
| 32   | 瑪莎姑婆令人傷腦筋的個性         | 1987年9月6日   | 宮崎晃 | 辻伸一             | 黑川文男 | 山崎登志樹 |
| 33   | 非常快樂的野餐派對！             | 1987年9月13日  | 宮崎晃 | 八沖繁雄           | 黑川文男 | 古山匠     |
| 34   | 艾美所做的惡夢！                 | 1987年9月20日  | 宮崎晃 | 杉村博美           | 黑川文男 | 山崎登志樹 |
| 35   | 玫格，那果然就是戀愛！！         | 1987年9月27日  | 宮崎晃 | 辻伸一             | 黑川文男 | 古山匠     |
| 36   | 喬的小說登上報紙了！             | 1987年10月4日  | 宮崎晃 | 四辻孝夫           | 黑川文男 | 山崎登志樹 |
| 37   | 十萬火急…喬把頭髮給賣了！        | 1987年10月11日 | 宮崎晃 | 杉村博美           | 黑川文男 | 古山匠     |
| 38   | 通知壞消息的電報來了！           | 1987年10月18日 | 宮崎晃 | 辻伸一             | 黑川文男 | 山崎登志樹 |
| 39   | 大家寫的信、信、信               | 1987年10月25日 | 宮崎晃 | 波岡伸             | 黑川文男 | 古山匠     |
| 40   | 貝絲感染了猩紅熱！               | 1987年11月1日  | 宮崎晃 | 八沖繁雄           | 黑川文男 | 山崎登志樹 |
| 41   | 媽媽請您快點回來！               | 1987年11月8日  | 宮崎晃 | 波岡伸             | 黑川文男 | 古山匠     |
| 42   | 神啊！請您幫助貝絲吧！           | 1987年11月15日 | 宮崎晃 | 辻伸一             | 黑川文男 | 山崎登志樹 |
| 43   | 到大都市紐約去吧！喬             | 1987年11月22日 | 宮崎晃 | 池野文雄           | 黑川文男 | 古山匠     |
| 44   | 假信事件，犯人是誰？             | 1987年11月29日 | 宮崎晃 | 辻伸一             | 黑川文男 | 山崎登志樹 |
| 45   | 爺爺給洛利的一巴掌！             | 1987年12月6日  | 宮崎晃 | 池野文雄           | 黑川文男 | 古山匠     |
| 46   | 意想不到的聖誕節禮物             | 1987年12月13日 | 宮崎晃 | 池野文雄           | 黑川文男 | 山崎登志樹 |
| 47   | 再見了！安東尼                   | 1987年12月20日 | 宮崎晃 | 辻伸一             | 黑川文男 | 古山匠     |
| 48   | 春天！踏上各自的旅程             | 1987年12月27日 | 宮崎晃 | 黑川文男           | 黑川文男 | 山崎登志樹 |

## 資料來源
1. 1 2 3 4 5 6 7 8 9 10 11  「台灣配音名單 的存檔，存档日期2016-03-04.」集音小築

## 外部連結
- 互联网电影数据库（IMDb）上《愛的小婦人物語》的资料（英文）